# Sinfonía n.º 2 (Mahler)

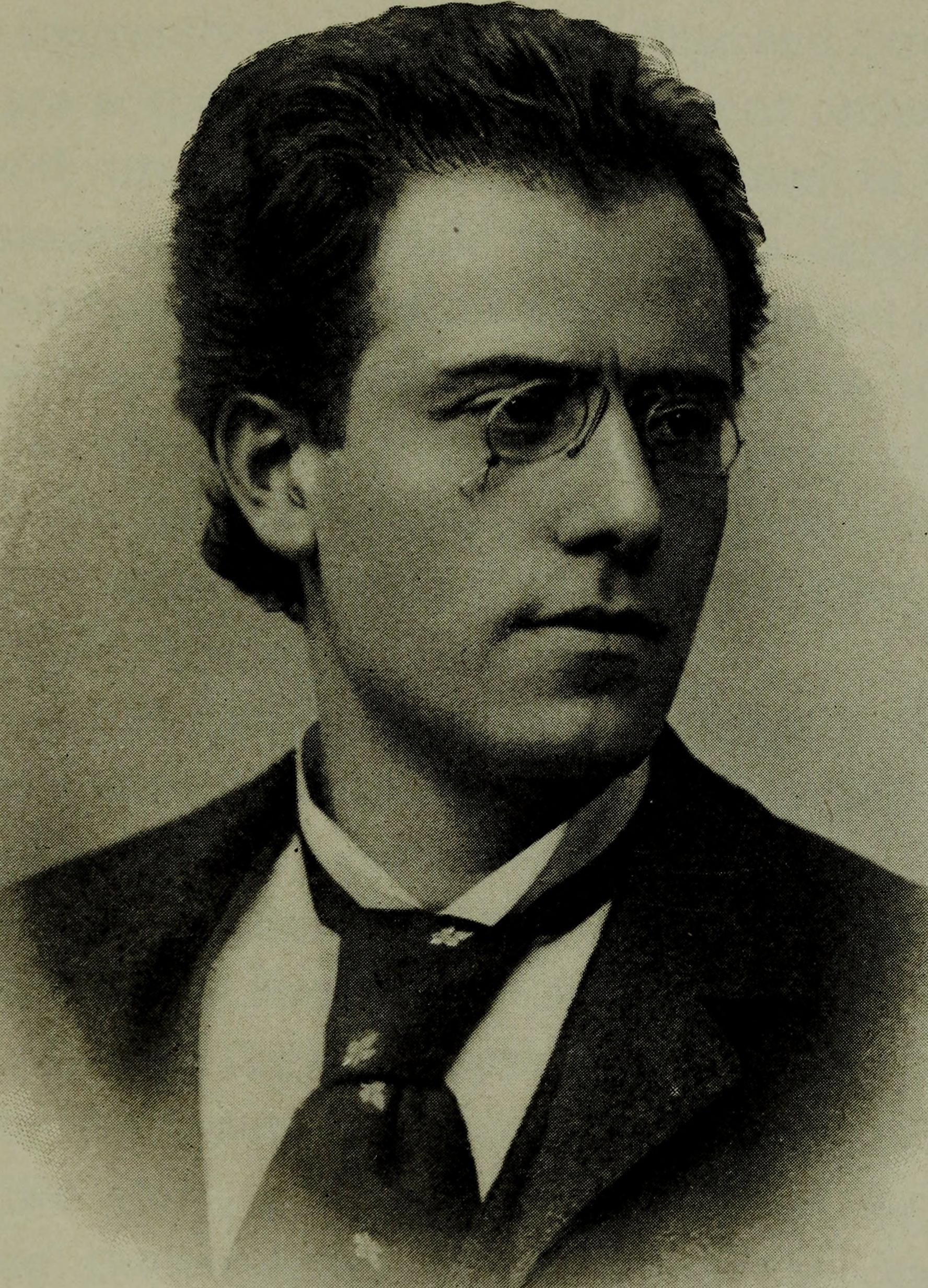

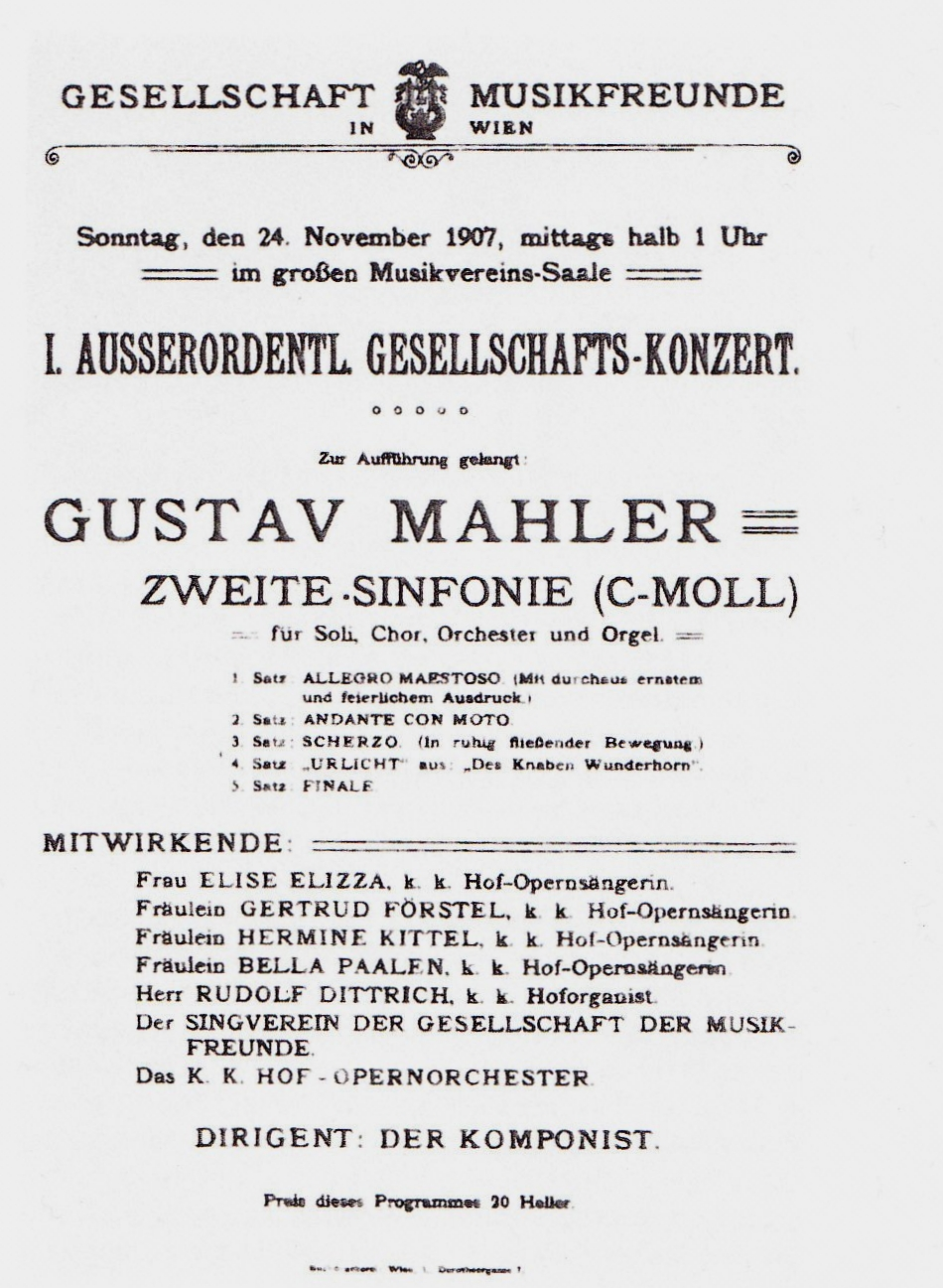

La Sinfonía n.º 2 en do menor es una sinfonía coral del compositor austríaco Gustav Mahler, conocida como Auferstehung (Resurrección en alemán), por la musicalización de la oda del mismo nombre de Klopstock. Fue compuesta entre 1888 y 1894.

## Historia

### Composición
La sinfonía nació como Totenfeier (Ritos fúnebres), un poema sinfónico en un movimiento basado en el drama poético Dziady del poeta polaco Adam Mickiewicz, que Mahler terminó en 1888. Cuando ya comenzaba a adquirir prestigio y estima como director de orquesta, presentó su obra al entonces eminente director Hans von Bülow, que tuvo una reacción sumamente desfavorable y la consideró antimusical. Profundamente desanimado, no obstante no abandonó su obra y posteriormente regresó al movimiento, agregando tres más a fines de 1893 - eran los cuatro primeros de la sinfonía que conocemos. Dejó la obra por un tiempo, sintiendo que necesitaba un final.
En 1894, Hans von Bülow murió, y en el funeral Mahler oyó una musicalización de la oda Aufersteh'n (Resurrección) del poeta alemán Friedrich Gottlieb Klopstock. Aquello fue una revelación, y decidió terminar su obra con su propia musicalización de dicho poema, al que efectuó algunas modificaciones.
Mahler diseñó un programa narrativo para la obra que reveló a varias de sus amistades. Sin embargo, no aprobó su difusión pública, aunque en la actualidad siempre se divulga en los programas de concierto. En este argumento, el primer movimiento representa un funeral y responde a preguntas tales como: "¿Hay vida después de la muerte?"; el segundo movimiento es un recuerdo de tiempos felices de la vida que se apagó; el tercer movimiento representa una completa pérdida de fe, y el considerar la vida como un sinsentido; el cuarto movimiento, un lied, es el renacimiento de la fe ("Yo soy de Dios, y retornaré a Dios"), y el quinto movimiento, después del regreso de las dudas del tercero y las preguntas del primero, termina con una realización del amor de Dios, y el reconocimiento de la vida después del fin (la resurrección).
La obra fue publicada por primera vez en 1897 por Universal Edition. En 1899 fue publicado un arreglo de Bruno Walter para piano a cuatro manos (dos músicos en un solo piano).
La sinfonía es de capital importancia en la evolución del género, tanto por sus gigantescas dimensiones como por el nuevo enfoque a la hora de fusionar voz y música dentro de una composición de estas características, que se constituye en el primer intento con éxito de ir más allá del punto al que llegó Beethoven en su Novena. Comparando estas dos obras puede destacarse que el andante moderato de la Segunda enlaza perfectamente con el resto de la obra y que su función es similar a la del adagio de la Novena beethoveniana.
Como siempre Mahler dudó bastante acerca del resultado final de la Segunda y llegó a hacer estrenar los tres primeros movimientos el 4 de marzo de 1895 en Berlín, antes de darla por concluida. El 13 de diciembre de ese mismo año presentó en esa misma ciudad la obra completa. Como es bien sabido, todas las sinfonías que estrenó en vida fueron recibidas con hostilidad en sus premieres, a excepción de la Octava. A pesar de ello, la Segunda gozó de reconocimiento con el tiempo, y Mahler pudo dirigirla en Ámsterdam en 1904, donde su música era muy apreciada, y en 1908 en Nueva York. En la actualidad es una de las sinfonías predilectas del público. 
Como dato curioso se puede indicar que fascinó al excéntrico millonario Gilbert Kaplan que se propuso el reto de adquirir la formación suficiente para dirigirla y grabarla en disco, primero en 1988 y luego, en 2003.
La partitura original fue subastada en Sotheby's en 2016 por 5,3 millones de euros, lo que la convierte en el manuscrito musical más caro hasta la fecha.

### Representaciones
- Estreno mundial (sólo los tres primeros movimientos): 4 de marzo de 1895 en Berlín con la Orquesta Filarmónica de Berlín dirigida por el compositor.
- Estreno mundial (completo): 13 de diciembre de 1895 en Berlín dirigida por el compositor.
- Estreno en Estados Unidos: 8 de diciembre de 1908 en Nueva York dirigido por el compositor.
- Estreno inglés: 16 de abril de 1931 en Londres dirigido por Bruno Walter.

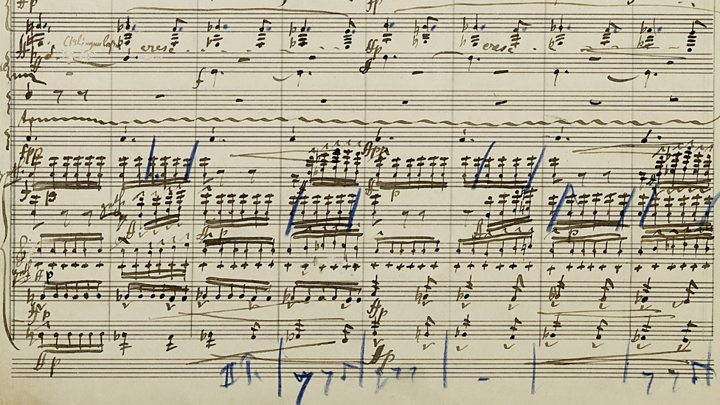
Mahler sinfonía n.º 2 manuscrito autógrafo

## Instrumentación
La sinfonía está compuesta para una gran orquesta sinfónica, un coro mixto, dos solistas (soprano y contralto), órgano, y un conjunto fuera de escena de metales y percusión. El uso de dos gongs, uno con afinación grave y otro más agudo, es particularmente original; al final del último movimiento se les puede escuchar tocando en alternancia de forma repetida.
Maderas
4 Flautas (las cuatro doblando a flautines).
4 Oboes (3.º y 4.º doblando a Corno inglés).
3 Clarinetes en Si bemol, La y Do (3.º doblando a Clarinete bajo).
2 Clarinetes en Mi bemol (2.º doblando como 4.º clarinete en Si bemol y La).
4 Fagotes (3.º y 4.º doblando a Contrafagot).
Metales
10 Trompas en Fa, cuatro de ellas (7-10) también tocan fuera de la escena (más, si es posible).
8-10 Trompetas en Fa y Do, de cuatro a seis se usan fuera de escena.
4 Trombones.
1 Tuba.
Percusión
(Requiere un total de siete intérpretes).
Timbales (2 intérpretes y 8 timbales, con un tercer intérprete en el último movimiento, usando dos de los timbales del segundo intérprete).
varias cajas.
Bombo.
Platillos.
Triángulo.
Glockenspiel.
3 campanas graves, sin afinación.
Una vara, que es tocada en el marco del bombo.
2 Gongs (agudo y grave).
Banda de metal y percusión fuera de escena, en el quinto movimiento:
Bombo con platillos acoplados (tocados por un único instrumentista), Triángulo, Timbal.
Teclados
órgano (solo en el quinto movimiento).
Voces
Contralto (algunas veces interpretada por una mezzosoprano) (en el cuarto movimiento).
Soprano y Contralto (en el quinto movimiento).
Coro mixto (en el quinto movimiento).
Cuerdas
Arpas I, II (varias por parte en el último movimiento y posiblemente en un punto del Scherzo).
"El mayor contingente de cuerdas posible".
Primeros y segundos violines.
Violas.
Violonchelos.
Contrabajos (algunos con extensión de Do grave).

## Análisis musical. Estructura
La forma final de la obra tiene 5 movimientos:
- I. Totenfeier ("Ritos Fúnebres"). Allegro Maestoso. Mit Durchaus ernstem und feierlichem Ausdruck.
- II. Sehr gemachlich. Andante moderato.
- III. In ruhig fliessender Bewegung (Con un movimiento tranquilamente fluyente)
- IV. Sehr feierlich, aber Schlicht. "Urlicht" (Texto de "Das Knaben Wunderhorn").
- V. Im Tempo des Scherzos. Wild herausfahrend. "Auferstehung" (Texto de Gottlieb Friedrich Klopstock y Gustav Mahler).

### I.Allegro maestoso.
Musicalmente, el primer movimiento, si bien tiene una diversidad de momentos, alude a una marcha fúnebre, y es violento y colérico. Es una forma sonata bastante extensa. El primer movimiento ocupa una posición destacada en la sinfonía. La llamada Ceremonia fúnebre es el primero de los dos marcos monumentales de la sinfonía. Su contraparte es el movimiento de cierre Resurrección. Después de completar la primera versión, el movimiento se tituló inicialmente "Sinfonía en do menor". Más tarde, Mahler cambió el título a "Todtenfeier" y también se interpreta a veces el movimiento solo, independientemente de toda la sinfonía, bajo este nombre. La Ceremonia fúnebre se basa libremente en la forma sonata. La exposición comienza con un acorde en las cuerdas graves, luego se desarrolla una figura inquieta y finalmente un motivo destacado en las cuerdas graves. El movimiento final retoma esta figura. Los vientos entonan después el tema principal del primer movimiento:

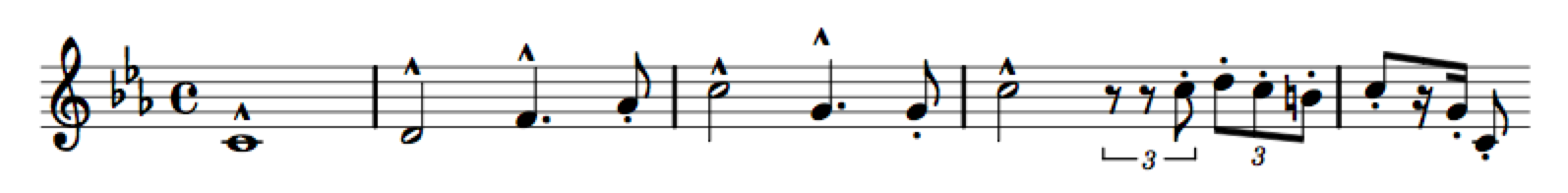
Tema central del. movimiento.

El desarrollo posterior del tema adquiere características de marcha, que se derivan de la segunda parte del tema. Un fraseo lírico posterior bien puede caracterizarse como un segundo tema, que termina en un clímax dramático en do menor. A esto le sigue la repetición de la exposición, en la que aparece una idea coral en estilo de marcha. En lo siguiente, domina un estado de ánimo tenso e indefinido, que sigue teniendo un efecto amenazante debido a las cuerdas graves. Sólo la entonación del contratema lírico en piano es capaz de resolver un poco esta tensión. Sin embargo, los eventos musicales no pierden del todo su tensa espera. Un motivo en la madera completa el segundo tema. Las figuras en movimiento de las cuerdas graves en el acompañamiento, que regresan después de un tiempo, desencadenan una dinámica que lentamente llega a un clímax. Unos pocos acordes de trompeta conducen de nuevo a un estado de ánimo lírico, la tensión se ha disuelto un poco más. Sin embargo, unos momentos después, regresa al comienzo. El fraseo de la cuerda da lugar a una breve protesta de la orquesta en forte. Sin embargo, con la misma brusquedad, este estado de ánimo se disuelve nuevamente y conduce a un breve punto de descanso. A partir de esto, se desarrolla una dinámica de avance. Un proceso que se repite a menudo y en cuyo clímax se presenta con júbilo el tema principal antes de que la tensión se acumule en el drama supremo y en el tutti de la orquesta. El carácter de marcha se afirma cada vez más en este momento, lo que hace que la música parezca a veces militar. El clímax del movimiento se alcanza en un acorde disonante reiteradamente repetido en el tutti orquestal y significa el colapso del evento. Ahora comienza una parte a modo de recapitulación con el motivo de las cuerdas bajas. Un motivo descendente y amenazante en las cuerdas anuncia la coda, tras la cual se expone la idea de una marcha en los instrumentos de viento. El conocido impulso hacia adelante aparece de nuevo, pero no encuentra una salida real y colapsa en un desmayo. Unos pocos acordes de viento terminan el movimiento, acompañados por las figuras inquietas de las cuerdas graves y los redobles de tambor, antes de que una escala orquestal cromáticamente descendente haga que la acción se derrumbe por última vez.
Finalizando este movimiento, Mahler pide una pausa de cinco minutos antes del segundo.

### II.Andante moderato.
Este movimiento es un delicado Ländler con dos secciones contrastantes de música un poco más oscura, que recuerdan al Scherzo de la Sinfonía n.º 9 de Beethoven. El tema del minueto pacífico e idílico se mantiene simple:

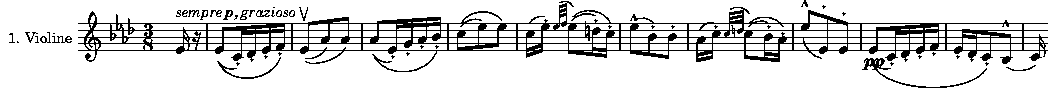
Tema de la primera parte del 2.º movimiento.

El primer trío es presentado por una figura de cuerdas en movimiento, seguida de una melodía de la madera espartana. Tan espeluznante como empezó, vuelve a desaparecer y vuelve el minueto. El segundo trío es una repetición más dramática del primer trío, ahora también entonado por metales y timbales y experimenta un clímax dinámico. El tema recurrente del minueto se toca inicialmente exclusivamente en pizzicato por las cuerdas, con el apoyo del arpa. Esto conduce a un patrón de sonido inusual e interesante.

### III.In ruhig fliessender Bewegung.
El tercer movimiento es un scherzo basado en su lied Des Antonius von Padua Fischpredigt (San Antonio de Padua predicando a los peces, también con texto del Des Knaben Wunderhorn). Comienza con dos notas de timbal enérgicas  y cortas. Luego siguen dos notas más suaves, y después otras dos aún  más suaves que dan el tempo de este movimiento.

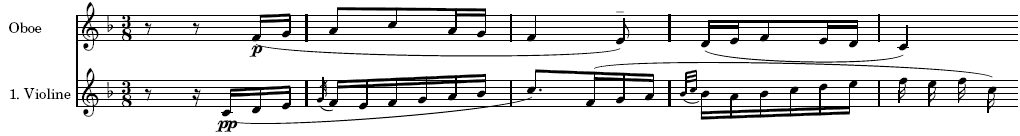
Fragmento del. movimiento

El movimiento se creó a partir del lied para piano, que sirvió como modelo, pero antes de la versión orquestal del lied. Es similar a un scherzo porque su forma se ajusta a los principios del scherzo en la forma A-B-A. La parte A se basa muy de cerca en el lied, mientras que la parte B se compuso para la sinfonía. El movimiento comienza con un doble toque de tambor, después de lo cual se pone en marcha el movimiento sorprendentemente fluido del movimiento, comenzando desde el tambor. Siempre en compás triple, las cuerdas y los instrumentos de viento despliegan breves motivos con el acompañamiento de pizzicati en las cuerdas y el llamativo uso de instrumentos de percusión, como la vara. Esto sucede en una variedad de maneras diferentes. Esta imagen sonora ilustra, por un lado, el agua que fluye y los peces que nadan desde todas direcciones y, por otro lado, la estupidez grotesca de la situación. Se da un sermón, pero nada cambia. El texto dice: “Estuvo bien el sermón, te quedas como todos.” Este humor debe ser visto como una sátira del pueblo. El trío usa una melodía simple, que recuerda vagamente a un coral, que es más un sonido poco articulado que una melodía concreta. El regreso del scherzo discurre inicialmente como la primera parte, pero hacia el final, se sumerge en un pequeño derrumbe musical, que debe entenderse como el final del sermón. A continuación, los motivos se eliminan y disuelven lentamente. Después de una breve parada, el comienzo del movimiento regresa sin cambios y el movimiento termina en este estilo con algunos acordes de viento que se desvanecen en piano.

### IV.Urlicht(Luz Prístina).
El cuarto movimiento, Urlicht, es otro lied del Wunderhorn, que lo canta actualmente una alto, a quien Mahler le pide que cante como un pequeño niño celestial. Aquí Mahler agrega la voz humana al aparato de interpretación por primera vez en su obra sinfónica. La canción "Urlicht" del ciclo de canciones de Mahler Des Knaben Wunderhorn apenas difiere de este movimiento sinfónico. Según la amiga de Mahler, Natalie Bauer-Lechner, Mahler dijo de este movimiento: "La 'luz pristina' es el cuestionamiento y la lucha del alma sobre Dios y sobre su propia existencia divina más allá de esta vida". El breve movimiento ocupa una posición clave en la concepción de la obra. Responde a las preguntas del scherzo anterior e introduce el final, la cantata sinfónica, que también es vocal.
La forma de tres partes del movimiento se abre con un lema en el que se pone música al primer verso de la canción. La canción suena como un coral solemne pero sencillo. En el delicado piano de los acordes de cuerdas que lo acompañan, la contralto entona el primer verso, que es respondido en un tono solemne por un coro de metales. Los versos importantes "El hombre está en gran angustia, el hombre está en gran dolor" permiten que el sonido se deslice brevemente a la tonalidad menor. Mahler utiliza una gran cantidad de cambios de compás en esta parte del lied. La segunda parte es un poco más conmovedora y animada. En esta parte se yuxtaponen claramente los contrastes del lied. Elementos folclóricos como el solo de violín con acompañamiento de clarinete se contraponen con partes mucho más sensibles, que son encarnadas sobre todo por la contralto solista.
|  |  |

La sección central móvil también se caracteriza por numerosos cambios. Mahler pone vívidamente música a la visión descrita del ángel mediante el uso explícito del arpa y el glockenspiel. La última parte, que es importante en términos de contenido, trata de los dos últimos versos, que representan la transición al finale. La música recupera la forma sencilla y solemne de la primera parte. Los motivos que ahora son más apremiantes se derivan de la primera parte del lied. El texto dice en este punto: "El buen Señor me dará un poco de luz, me iluminará para la vida eterna bienaventurada". La idea de la vida eterna representa la conexión entre la celebración de los muertos y la resurrección y conduce directamente al final.

### V.Im Tempo des Scherzos.
El último movimiento es el más largo, que dura (típico en las sinfonías de Mahler), más de media hora. Es muy episódico, conteniendo una diversidad de instantes, tempo y tonalidades, con mucho material que había sido oído en los movimientos precedentes. El uso del coro en este último movimiento hace que se la compare con la Sinfonía n.º 9 de Ludwig van Beethoven.
El texto del movimiento final está basado en el poema Die Auferstehung de Friedrich Gottlieb Klopstock. Mahler puso música a las dos primeras estrofas del texto de Klopstock, que complementó con sus propias adiciones para aumentar la expresión individual. El texto es cantado por la soprano y la contralto en solos y el coro mixto. El final de dos partes, sin embargo, comienza con una sección puramente orquestal en toda regla. Esta comienza con la figura "salvajemente apresurada" de las cuerdas del primer movimiento. Inmediatamente culmina en un acorde de tutti disonante. Sólo entonces se despliega a través de las cuerdas un tapiz sonoro, sobre el que se entona con cautela el tema principal (tema de la Resurrección), que luego vivirá una magnífica apoteosis. Una pausa general sigue a esta primera introducción al tema y es seguida por una fanfarria de trompeta. Una dinámica de avance se desarrolla muy lentamente y con extrema cautela en varios intentos, que también retoma el tema de la Resurrección a través de un motivo iniciático de la madera. Este tema deambula por los distintos grupos de la orquesta. Unos pocos trémolos en las cuerdas finalmente provocan una acumulación cautelosa, lo que lleva a una entonación similar a un coral del tema de la Resurrección que se eleva a una grandeza solemne. Un redoble de tambor anuncia un pasaje extremadamente conmovedor y expresivo, en el que algunos motivos aparecen en los metales y rápidamente se desvanecen nuevamente. Un fondo rítmico de las cuerdas conduce a un retorno modificado del tema principal. El pasaje consistentemente fuerte termina con algunos acordes disonantes, que le permiten hundirse en las profundidades y conducir a una nueva estructura. Esto se hace a través de una sección similar a una marcha, que termina en un tutti de clímax para toda la orquesta. Todos estos intentos quedan en nada, por lo que Mahler recurre ahora a la voz humana, que se utiliza en la segunda parte del movimiento, que comienza aquí. 
En un largo proceso, Mahler construye un estado de ánimo extremadamente tenso, durante el cual suenan fanfarrias de una orquesta remota colocada por separado. Todo el resto del movimiento se asemeja a un gran arco ascendente orientado hacia una apoteosis final. El coro comienza ahora, con mucho cuidado pianissimo, a entonar los primeros versos del texto sobre el tema de la Resurrección: “¡Resucitarás, sí te levantarás, polvo mío, después de un breve descanso! El que os llamó os dará vida inmortal”. Los solistas y los trompetistas aparecen casi imperceptiblemente a medida que avanza la pieza. En un interludio orquestal, Mahler aumenta lentamente la dinámica. El coro continúa cantando, aumentando ligeramente el volumen. La trompeta y las solistas reaparecen al final del verso. La contralto recita la siguiente sección más larga como solista, ocasionalmente apoyada por un solo de violín. El coro comienza de nuevo con un repentino aumento dinámico, con las palabras: “¡Lo que ha llegado a existir debe perecer! Lo que es pasado, resucita". En los siguientes pasajes del lied a menudo hay cambios dinámicos repentinos. La contralto y la soprano se ocupan juntas del siguiente pasaje de texto. Mahler aumenta cada vez más la velocidad y la dinámica y llega a un clímax con las palabras: "¡Moriré para vivir!" Resucitarás, sí te levantarás.” Se llega a la apoteosis del tema de la Resurrección y se canta en tutti por orquesta, el coro y el órgano. Con un último gran clímax, el texto llega a su afirmación final y central: "Lo que ha latido, te llevará a Dios". Un magnífico posludio orquestal, bajo el sonido pleno de todos los participantes, cierra el poderoso movimiento con un poderoso acorde.

## Textos de las partes cantadas
Los textos para las partes cantadas de la sinfonía son de diversa procedencia. El del cuarto movimiento Urlicht (Luz prístina)proviene de la famosa antología de poesía folclórica alemana Des Knaben Wunderhorn (La trompa (o cornucopia) maravillosa de la juventud), del que Mahler musicalizó varios textos) publicado y revisado por Achim von Arnim y Clemens Brentano. El del último proviene de la mencionada Auferstehung de Klopstock.
Urlicht - Luz primera
O Röschen rot! - Oh rosita roja!

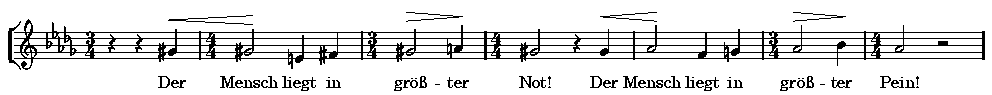

Der Mensch liegt in größter Not! - El hombre yace en el mas hondo sufrimiento!
Der Mensch liegt in größter Pein! - El hombre yace en la mas honda pena!
Je lieber möcht' ich im Himmel sein. - Preferiría estar en el cielo
Da kam ich auf einen breiten Weg: - Llegué a un ancho camino:
Da kam ein Engelein und wollt’ mich abweisen. - Apareció un angelito que quiso detenerme.
Ach nein! Ich ließ mich nicht abweisen! - Ah, no! Nada me detendrá!
Ich bin von Gott und will wieder zu Gott! - Provengo de Dios y hacia Dios volveré!
Der liebe Gott wird mir ein Lichtchen geben, - Mi querido Dios me proveerá una lucecita,
Wird leuchten mir bis in das ewig selig Leben!- Que me conducirá a la vida eterna!

Las primeras ocho líneas fueron tomadas del poema "Die Auferstehung" (La Resurrección) de Friedrich Gottlieb Klopstock. Mahler omitió las últimas cuatro líneas de este poema y las reescribió él mismo (Desde "Oh, créelo...").
Resurrección
Coro, Soprano
¡Resucitarás, sí resucitarás,
polvo mío, tras breve descanso!
¡Vida inmortal
te dará quien te llamó!
¡Para volver a florecer has sido sembrado!
El dueño de la cosecha va
y recoge las gavillas
¡a nosotros, que morimos!
Contralto
Oh, créelo, corazón mío, créelo:
¡Nada se pierde de ti!
¡Tuyo es, sí, tuyo, lo que anhelabas!
¡Lo que ha perecido resucitará!
Soprano
Oh, créelo: ¡no has nacido en vano!
¡No has sufrido en vano!
Coro
¡Lo nacido debe perecer!
¡Lo que ha perecido, resucitará!
Coro, Contralto
¡Deja de temblar!
¡Prepárate para vivir!
Soprano, Contralto
¡Oh, dolor! ¡Tú, que todo lo colmas!
¡He escapado de ti!
¡Oh, muerte! ¡Tú que todo lo doblegas!
¡Ahora has sido doblegada!
Coro
Con alas que he conquistado
En ardiente afán de amor,
¡levantaré el vuelo
hacia la luz que no ha alcanzado ningún ojo!
¡Moriré para vivir!
Coro, Soprano, Contralto
¡Resucitarás, sí, resucitarás,
corazón mío, en un instante!
Lo que ha latido,
¡habrá de llevarte a Dios!

## Resultado
En muchos aspectos, la 2.ª sinfonía representa el comienzo revolucionario del desarrollo ulterior del género por parte de Mahler hasta sus límites. Mientras que la 1.ª sinfonía constaba de cuatro movimientos y no tenía una partitura más extensa que las sinfonías de Bruckner, la 2.ª sinfonía representa un nuevo comienzo a este respecto. La estructura de cinco movimientos de la obra ya muestra que el esquema clásico de cuatro movimientos ya no se usa. Mahler amplía el número de movimientos en muchas de sus otras sinfonías, algo que solo se ha hecho esporádicamente en la historia de la música. La gran instrumentación de la sinfonía también es una novedad, Mahler solo prescribe una orquesta igualmente grande en las sinfonías 3.ª y 8.ª. La duración de más de 90 minutos representa una innovación radical, a la que antes Bruckner solo había llegado en casos aislados. Junto con la subsiguiente Tercera Sinfonía, representa la obra más extensa de Mahler y una de las más grandes sinfonías en la historia de la música. Como la mayoría de las sinfonías de Mahler, la obra sigue un planteamiento conceptual. Como en la mayoría de las sinfonías de Mahler, el lema es Per aspera ad astra (Por las dificultades a las estrellas). Comenzando con una extensa marcha fúnebre, la sinfonía termina con un movimiento de resurrección triunfante. Aquí Mahler pone música al poema "Resurrección" de Friedrich Gottlieb Klopstock. Con una duración de 38 minutos, el movimiento final es el movimiento sinfónico más largo de Mahler. En los movimientos segundo, tercero y cuarto pone música a poemas de la colección Des Knaben Wunderhorn de Clemens Brentano y Achim von Arnim. El tercer movimiento instrumental se basa en el poema "Des Antonius von Padua Fischpredigt". El cuarto movimiento, cantado por una voz de contralto, representa la canción "Urlicht" de la colección. En su concepto general, la segunda sinfonía mezcla corrientes de pensamiento y tradición de orígenes muy diferentes, por lo que a veces se la denomina "sinfonía sincrética". Por ejemplo, la sinfonía clásico-romántica se mezcla con los logros de la música wagneriana. Mahler aún no se despide por completo del patetismo de las sinfonías románticas tardías, como lo hace más tarde radicalmente en su 4ª sinfonía. Más bien, la 2ª sinfonía absorbe todas las tradiciones musicales predominantes sin querer unirlas, lo que a menudo conduce a una yuxtaposición de elementos contrarios. Este rasgo típico de la música de Mahler, que se vuelve aún más claro en la 3ª sinfonía, ya está claramente desarrollado aquí. La tendencia hacia una fusión integral de las artes en una obra de arte universal, que ya se puede encontrar en Wagner, se convierte en el programa de esta obra. Y así, el uso de la voz humana no representa una "imitación de Beethoven" (una acusación que Mahler temía), sino que es la consecuencia de una fusión de los materiales musicales y la suavización de los términos genéricos tradicionales.

## Arreglos
En 2024, la editorial austriaca Universal Edition, que publicó por primera vez la sinfonía, publicó un arreglo de la sinfonía para ensemble de cámara, solistas y coro, realizada por el compositor Germán García Vargas.

## Discografía seleccionada
Existen más de 120 versiones grabadas de la segunda sinfonía de Mahler, editadas en diferentes formatos. A continuación se detalla solo una muestra de las que se suelen considerar como las interpretaciones de mayor calidad, por orden cronológico de fechas de grabación. En cada referencia se detallan el año de grabación, el director, la orquesta, las dos solistas, el sello discográfico, y si está editado en formato video (DVD). En la sección de enlaces externos se referencian sitios web que recogen discografías completas y actualizadas.
- 1948 Bruno Walter / Filarmónica de Viena / Maria Cebotari - Rosette Anday / Andante Records
- 1951 Otto Klemperer / Concertgebouw / Kathleen Ferrier - Jo Vincent / Decca
- 1958 Bruno Walter / Filarmónica de Nueva York / Emilia Cundari - Maureen Forrester / Sony Classical
- 1958 Carl Schuricht / Radio de Stuttgart / Hertha Töpper - Hanni Mack-Cosack / Hännsler
- 1958 Hermann Scherchen / Filarmónica de Viena / Mimi Coertse - Lucretia West / MCA Records
- 1962 Otto Klemperer / Orquesta Philharmonia / Elisabeth Schwarzkopf - Hilde Rössl-Majdan / EMI
- 1963 Leonard Bernstein / Filarmónica de Nueva York / Lee Venora - Jennie Tourel / Sony
- 1965 Otto Klemperer / Radio de Baviera / Heather Harper - Janet Baker / Testament Records
- 1966 Georg Solti / Sinfónica de Londres /  Heather Harper - Helen Watts / Decca
- 1969 Rafael Kubelík / Radio de Baviera / Edith Mathis - Norma Procter / Deutsche Grammophon
- 1970 John Barbirolli / Radio de Stuttgart / Helen Donath - Birgit Finnillä / IMG Classics
- 1974 Leonard Bernstein / Sinfónica de Londres / Sheila Armstrong - Janet Baker / Deutsche Grammophon / DVD
- 1974 Leopold Stokowski / Sinfónica de Londres / Margaret Price - Brigitte Fassbaender / RCA
- 1975 Zubin Mehta / Filarmónica de Viena / Ileana Cotrubas - Christa Ludwig / Decca
- 1980 Georg Solti / Sinfónica de Chicago / Isobel Buchanan - Mira Zakai / Decca
- 1980 Václav Neumann / Filarmónica Checa / Eva Randová - Gabriela Beňačková / Supraphon
- 1981 Klaus Tennstedt / Filarmónica de Londres / Edith Mathis - Doris Soffel / EMI
- 1984 Bernard Haitink / Concertgebouw / Roberta Alexander - Jard van Nes / Philips Records / DVD
- 1985 Eliahu Inbal / Radio de Fráncfort / Helen Donath - Doris Soffel / Denon
- 1985 Giuseppe Sinopoli / Orquesta Philharmonia / Rosalind Plowright - Brigitte Fassbaender / Deutsche Grammophon
- 1986 Simon Rattle / Sinfónica Ciudad de Birmingham / Arleen Auger - Janet Baker / EMI
- 1989 James Levine / Filarmónica de Israel / Barbara Kilduff - Christa Ludwig / Helicon Records
- 1993 Bernard Haitink / Filarmónica de Berlín / Sylvia Mac Nair - Jessye Norman / Philips DVD
- 1993 Antoni WIT / Narodowa Orkiestra Symfoniczna Polskiego Radia / Hanna LISOWSKA, - Jadwiga RAPPE / NAXOS
- 2002 Gilbert Kaplan / Filarmónica de Viena / Nadja Michael - Latonia Moore / Deutsche Grammophon
- 2003 Claudio Abbado / Festival de Lucerna / Eteri Gvazava - Anna Larsson / Deutsche Grammophon - Euroarts DVD
- 2005 Pierre Boulez / Filarmónica de Viena / Christine Schäfer - Michele de Young / Deutsche Grammophon
- 2009 Mariss Jansons / Concertgebouw / Ricarda Merbeth - Bernarda Fink / RCO DVD
- 2010 Simon Rattle / Filarmónica de Berlín / Kate Royal - Magdalena Kožená / EMI
- 2011 Riccardo Chailly / Gewandhaus / Dorothea Röschmann - Michelle de Young / Accentus DVD
- 2012 Benjamin Zander,	Mia Persson, Sarah Connolly, Philharmonia Choir, Philharmonia Orchestra

### Totenfeier
La versión original del primer movimiento, en forma de poema sinfónico ha sido grabado solo ocasionalmente.  Aquí se referencian algunas versiones:
- 1983 Jesús López Cobos / Radio de Berlín / Koch-Schwann
- 1988 Karl Anton Rickenbacker / Sinfónica de Bamberg / Virgin Classics
- 1996 Pierre Boulez / Sinfónica de Chicago / Deutsche Grammophon
- 1999 Riccardo Chailly / Concertgebouw / Decca
- 2008 Paavo Järvi / Radio de Fráncfort / Virgin Classics